# 吉川美穗
吉川美穗（日语：／ Yoshikawa Miho，1993年1月15日—），大阪府泉南郡岬町出身，日本女子自行车运动员。她曾代表日本参加2018年亚洲运动会自行车比赛，获得女子团体追逐赛铜牌。